# Honda HSC

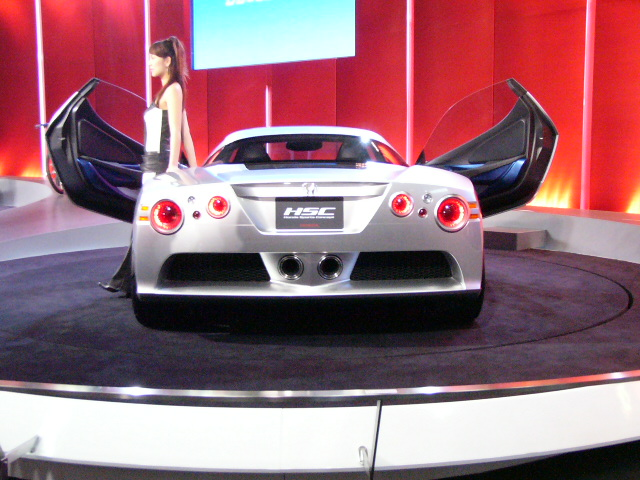
Tył Hondy HSC

Honda HSC (Honda Sports Concept) – koncepcyjny samochód sportowy zaprezentowany na salonie w Tokio w 2003 roku. Media natychmiast spekulowały, że jest to następca Hondy NSX I. W lekkim samochodzie zamontowano 3.5 l silnik Hondy VTEC w układzie V6 Turbo o mocy 300KM.